# 补浪河乡
补浪河乡，是中华人民共和国陕西省榆林市榆阳区下辖的一个乡镇级行政单位。面积480km2。乡政府距城区64km。
原属横山县。1954年划归榆林县。历史知名人物曹又参、青海军区副司令员任玉忠、闻名全国的“治沙女民兵连”等。

## 行政区划
补浪河乡下辖以下地区：
那泥滩村、蒿老兔村、点石村、小滩村、纳林村、乌拉耳林村、曹家峁村、吴家房村、魏家峁村、昌汗敖包村、巴什壕村、点连素村、省不扣村、云家滩村和补浪河村。